# Brassavola venosa
Brassavola venosa là một loài lan.